# Європейський Конґрес Українців
Европейський Конґрес Українців, абревіатура ЕКУ - об'єднання українських організацій, створене для організації роботи українських громад Західної Європи з метою утвердження їх провідної ролі в питанні правдивого пояснення української національної справи в країнах проживання українців та проведення кропіткої просвітницько-агітаційної діяльності серед корінного населення стосовно віковічної української ідеї — здобуття українським народом незалежності і створення самостійної, соборної української держави.

## Історія ЕКУ
31 грудня 1948 року – 4 січня 1949 року в Лондоні відбулася V Конференція українських громадських допомогових комітетів Європи, учасники якої створили Українське міжкрайове суспільно-громадське об’єднання для виборів керівних органів першого Координаційного Осередку Українських Громадських Центральних Установ (КОУГЦУ). Установчі збори пройшли в центральному домі Союзу українців у Великій Британії. 
У січні 1949 року КОУГЦУ отримав повноваження від українських суспільно-громадських установ Європи, Азії та Африки представляти і захищати національні і громадські інтереси майже двохсоттисячної спільноти українських емігрантів. У 1949–1991 роках КОУГЦУ представляв національні та громадські інтереси українців і українських громад у 21 країні Європи.
Головними завданнями 1949–1991 роках були:
- координувати діяльність членства існуючих українських центральних громадських установ;
- захищати й представляти національні та громадські інтереси українців-емігрантів;
- допомагати при засновуванні українських центральних громадських установ в тих країнах, де проживають українці;
- допомагати своїм членам в різних ділянках суспільно-громадського й культурно-освітнього життя та сприяти громадській і культурній діяльності в українських громадах суміжних країн, котрі не стали членами КОУГЦУ;
- нав’язувати і утримувати співпрацю з українськими центральними організаціями, об’єднаннями й установами інших континентів і, зокрема, захищати принцип незалежності й самостійності України і державницьких інтересів та соборности українського народу.

У зв'язку з проголошенням у 1991 році незалежності України, робота ЄКУ була переорієнтована на допомогу українському народові в побудові національно-демократичного ладу та ринкових відносин, сприяння співпраці між європейськими державами та Україною, підтримувати різні заходи України щодо співпраці з європейськими країнами і її вступу в політичні й економічні структури Європейського Союзу та реалізувати програми, які цим заходам сприяють.
У 1994 році в Празі (Чехія), на VIII-му З’їзді Координаційного Осередку Українських Громадських Центральних Установ, членами якого в той час були 12 українських громадських організацій з 8-ми країн західної Європи, КОУГЦУ було переіменовано на Европейський Конгрес Українців (ЕКУ). З цього часу він розгорнув діяльність у Центральній та Східній Європі.
На празькому З’їзді було доповнено й усучаснено Статут ЕКУ, який сприяв прийняттю нових членів, зокрема з середньої та східної Європи. Нині ЕКУ захищає національні інтереси й координує діяльність 30-ти українських суспільно-громадських організацій у 23 державах Європи: Бельгії, Болгарії, Боснії і Герцеговині, Великій Британії, Голландії, Греції, Данії, Іспанії, Естонії, Латвії, Литви, Німеччини, Польщі, Румунії, Сербії, Словаччини, Угорщини, Франції, Хорватії, Чехії, Швеції.
ЕКУ є організатором або співорганізатором різних заходів загальнонародного та європейського рівня. Зокрема, 22-23 жовтня 1999 року у Будапешті ЕКУ з нагоди свого ювілею  організував Першу європейську конференцію української молоді, під гаслом „Українська молодь Європи на порозі ХХІ століття”. Складовою частиною „Золото-ювілейної” IV Наради Голів ЕКУ 3–7 листопада 1999 року в Кошицях (Словаччина) стало урочисте відзначення 50-річчя діяльності ЕКУ, яке проходило під захистом Президента Словацької республіки Рудольфа Шустера. З нагоди відзначення 50-річчя ЕКУ та в рамках 46-го свята культури русинів-українців Словаччини 16–17 червня 2000 року у Свиднику відбулась Міжнародна наукова конференція „Десять років демократії (1989-2000). Здобутки і витрати”, організатором якої був ЕКУ разом з українськими установами Пряшівщини. Доповіді науковців і громадських діячів з України, Словаччини, Чехії та Канади про сучасний стан українських національних меншин Карпатського регіону опубліковано в збірнику наукових доповідей. ЕКУ був також і співорганізатором Міжнародної наукової конференції „Олександр Духнович і наша сучасність”, яка проходила у Пряшеві та Свиднику 20–23 червня 2003 року з нагоди 200- річного ювілею з дня народження визначного педагога, суспільно-громадського діяча та народного будителя Закарапаття й Пряшівщини. На Конференції були присутні науковці-доповідачі з семи країн Європи та суспільно-громадські діячі з Словаччини й закордоння.

## Сучасність
30 листопада 2019 року на XIII з'їзді ЕКУ в Празі обрано на 4 річний термін управу ЕКУ у складі Богдан Райчинець (президент), Мирослав Гочак (віцепрезидент), Віктор Бандурчин (секретар), Микола-Мирослав Петрецький, Ярослава Хортяні, Петро Ревко і Галина Маслюк.
27-28 травня 2023 року у Берліні відбулись чергові збори ЕКУ в яких взяли участь 50 представників українських громад Європи та гості організації. Під час нарад в ході З’їзду було підкреслено інтерес громад підсилювати мережування організацій в Європі, а також координації на міжнародному рівні для протидії російським впливам. Було обговорено розвиток дій робочих груп ЕКУ (дипломатичної, громадської, гуманітарної, інформаційної) і регіональних платформ організації. Під час З’їзду свою діяльність представили неформальні об'єднання та організації, зокрема з Німеччини, Чехії, Польщі, Молдови, Чорногорії, Північної Македонії та Грузії. ЕКУ обрало керівництво організації та прийнято нові організації до його складу.
В червні 2023 року Европейський конгрес українців (ЕКУ) та Український центр безпеки і співпраці (УЦБС) відкрили представництво ЕКУ в м. Києві та співпрацю щодо протидії російським впливам у світі.

## Голови КОУГЦУ (1949 - 1994)
- Василь Мудрий (1949);
- Юрій Студинський (1950-1952);
- Антін Мельник (1953-1979);
- Степан Мудрик (1979-1990);
- Ілля Дмитрів (1990-1992);
- Омелян Коваль (1992-1994).

## Голови ЕКУ (1994 - 2025)
- Омелян Коваль, Бельгія (1994-1995);
- Юрій Рейт, Польща (1995-1996);
- Левко Довгович, Словаччина (1997-2005);
- Ярослава Хортяні, Угорщина (2005-2019).
- Богдан Райчинець, Чехія (2019-)

## Члени ЕКУ в 2025 році
- Дансько-Українське товариство;
- Конґрес Українців Естонії;
- Культурне товариство "Любляна - Київ" (Словенія);
- Національний Конгрес Українців Молдови;
- Об'єднання українських організацій у Німеччині;
- Об'єднання українців у Польщі;
- Об'єднання українців у Франції;
- Союз русинів-українців Словаччини;
- Союз русинів-українців Сербії;
- Союз скавтів "Пласт" (Словаччина);
- Союз українців у Великій Британії;
- Союз українців Румунії;
- Спілка українських організацій Болгарії "Мати Україна";
- Спілка Українців Португалії;
- Товариство Українців Бельгії;
- Товариство Українців у Фінляндії.
- Товариство Української Культури в Угорщині;
- Товариство української діаспори в Греції "Українсько-грецька думка";
- Товариство української мови, літератури і культури «Просвіта» (Сербія);
- Українська громада Іспанії за права, честь і гідність українців;
- Українська громада Республіки Хорватія;
- Українська громада в Північній Македонії ім. Лесі Українки;
- Українська ініціатива в Чеській Республіці;
- Федерація українських асоціацій в Іспанії;
- Християнське товариство українців Італії.

### Асоційовані члени
- Фонд Uniters, м.Варшава (Польща);
- Фонд Український дім, м.Варшава (Польща);
- Українська асоціація "Добра справа" (Чорногорія);
- Українське культурно-просвітне товариство "Кобзар", м.Загреб (Хорватія);
- Центральна спілка українців Німеччини;
- Спілка українських організацій в Іспанії КРАІ;
- Українська громада в Гетеборзі (Швеція);

## Головна управа ЕКУ (2019-2023)
- Президент - Богдан Райчинець (Чехія, Прага).
- Віцепрезидент - Мирослав Гочак  (Сербія, Новий Сад).
- Секретар - Віктор Бандурчин (Словаччина, Михайлівці).
- Ярослава Хортяні (Угорщина, Будапешт).
- Петро Ревко (Велика Британія, Манчестер).
- Микола-Мирослав Петрецький (Румунія, Вишня Рівня).
- Галина Маслюк (Греція, Пірей).

## Головна управа ЕКУ (з 2023)
- Президент - Богдан Райчинець (Чехія, Прага).
- Віцепрезидент - Мирослав Гочак  (Сербія, Новий Сад).
- Секретар - Віктор Бандурчин (Словаччина, Михайлівці).
- Ярослава Хортяні (Угорщина, Будапешт) до жовтня 2024 р. / Ростислав Сукенник (Гамбург, Німеччина), від жовтня 2024 р.
- Петро Ревко (Велика Британія, Манчестер).
- Микола-Мирослав Петрецький (Румунія, Вишня Рівня).
- Ігор Хохоляк (Бельгія, Брюсель).